# Телеграфска агенција Авала
Агенција Авала је била прва југословенска национална новинска агенција коју је основала влада Краљевине СХС, у Београду септембра 1919. године. Званични директор био је француски новинар Албер Мусе. Агенција Авала је изградила углед у тадашњој Европи.

## Позадина
Крајем 19. и почетком 20. века у свету је постојало 20 новинских агенција и још увек је било великих држава које нису имале националне агенције - у Русији је основана тек 1894. Водеће агенције, француски Авас, британски Ројтерс, немачки Волф, аустроугарски Телеграфски коресподентски биро, руска Санктпетерсбуршка телеграфска агенција и италијанска Телеграфска агенција Стефани су основали картел који је поделио интересне сфере у Европи, те су контролисали дистрибуцију информација и отежавали рад националних агенција у малим земљама. Краљевина Србија је спадала у област монопола аустрогарског Телеграфског коресподентског бироа, што је знатно отежавало рад Пресбироа Министарства иностраних дела.
После Првог светског рата, услед нестанка руске и аустроугарске агенције, те привременог повлачења са европског тржишта немачког Волфа, ширио се утицај Аваса и Ројтерса у Европи. Југословенска влада је у сарадњи са француским Министарством спољних послова радила на формирању сопствене новинске агенције са првенственим циљем информативно-пропагандног рада у иностранству. Суштина је била да се обезбеди пласирање истинитих и/или правовремених информација, услед јаке конкуренције великих агенција, а поготово да би било тешко пласирање вести за које нису заинтересоване велике државе.

## Оснивање новинске агенције
Бројне иностране агенције покушавале су да оснују своје испоставе у Краљевини Србији, али је српска влада то одбијала, желећи да има своју агенцију. Шеф српског Прес бироа Иван Иванић је скоро три године радио на томе, пошто је на Деветом конгресу Свесловенских новинара у Софији, 1910. године изабран Одбор за припрему оснивања Свесловенске новинске агенције са седиштем у Београду. На Десетом конгресу новинара, одржаном 1911. године у Београду, Иванић је изнео конкретне предлоге за оснивање агенције као акционарског друштва, али су спровођење осујетили Балкански ратови, а после њих и Први светски рат. У оквиру српског Министарства иностраних дела Пресбиро је подигнут са нивоа одсека на ниво засебног одељења, 1911. године.
У септембру 1919. године француски новинар Албер Мусе основао је, одлуком владе у Београду, телеграфску агенцију Авала. Мусе је био директор, лични пријатељ краљ Александра Карађорђевића и повереник француске војне обавештајне службе. Влада је одредила Ристу Марјановића, првог српског фото-репортера, за његовог најближег сарадника и кодиректора агенције. Први сарадници били су Французи де Кок и Гастон Кастеран и домаћи новинар Манојло Озеровић. Уговором о субвенционисању, потписаном између владе и Агенције Авала, плате чиновника и материјални трошкови су ишли на терет буџета југословенског Министарства иностраних дела. Буџет агенције је састављао начелник Политичког одељења Министарства иностраних дела, а одобравао га је лично министар.

## Агенција Авала
У почетку Авала је издавала мањи билтен на француском језику с прегледом писања неколико југословенских дневних листова о политичким догађајима у свету и о политичким и привредним збивањима у краљевини. Билтен је био намењен дипломатском кору и државним органима. Средином јануара 1920. године Авала је почела да прима телеграме-вести новинских агенција из Париза, Берна, Атине и Мадрида, а убрзо и из других европских престоница. Сарадња са француским Авасом и британским Ројтерсом успостављена је средином 1921. године, а финансијске обавезе према ове две агенције преузела је југословенска влада.
Пословање агенције је подељено на четири области, марта 1922. године: 1) спољна телеграфска служба; 2) објављивање дневног Билтена и ревије о писању југословенске штампе на француском језику; 3) пријем страних новинара и пружање документације и давање оријентације страним коресподентима и агенцијама; 4) штампање засебних материјала. Напоредо, подељени су послови између Агенције Авала и Одељења за штампу Министарства иностраних дела. Прво тело је било задужено за међународну јавност, а друго за домаћу јавност.
После конференције у Берну јуна 1924. на којој су успостављене основе за каснији савез агенција 27 европских држава, Авала проширује делатност формирањем редакције, која је до тада била под окриљем Одсека за штампу Министарства иностраних послова. Исте године организује и привредну службу за бежични пријем и слање финансијских, берзанских и трговачких информација домаћим корисницима. Уговором Министарства иностраних послова, Ројтерса, Аваса и швајцарског АТС-а омогућено је да Авала сервисе тих агенција доставља домаћим претплатницима на српском и словеначком језику. Новим уговором потписаним између Министарства иностраних дела и Агенције Авала, обезбеђени су додатни кредити за ангажовање сарадника британске националности за коресподенцију на енглеском језику и инсталирање телеграфске станице у агенцијским просторијама због бржег пријема и отправљања телеграма. Набављена је мања радио-станицу са којом је „упила“ мале приватне агенције Југорадио и Око у Београду и Војводину у Новом Саду.
Почетком 1927. године, у јеку шпијунске афере у корист Италије када је откривено да је већи број новинара сарађивао са италијанским Посланством у Београду, утврђено је да је Албер Мусе био повереник француске војне обавештајне службе. Због тога је Агенција Авала стављена у надлежност Одсека за штампу Министарства иностраних дела. Мусе је напустио Београд, али је наставио да сарађује са југословенским државним органима на пољу политичке пропаганде у иностранству. На његово место је за в. д. директора постављен новинар Авале Ђорђе Перић. Агенција Авала је претворена у акционарско друштво са капиталом од пет милиона динара 1929, иако је овај план постојао од 1924. године. Држава је поседовала 90%, а југословенски листови десет одсто акција. Влада је агенцији обезбеђивала пет милиона динара - буџет Авале био је око осам милиона динара - као накнаду за емитовање домаћих саопштења. Авала је имала поред руководства и 120 намештеника, од чега су више од половине били новинари, који су распоређени у београдској централи и пет бироа у водећим провинцијским центрима краљевине, са дописницима из Париза, Берлина, Лондона, Беча, Варшаве и Рима. Од 1929. године укинута су дописништва у Берлину, Бечу, Варшави и Риму, а отворени у Софији, Атини, Анкари, Букурешту и Тирани. Агенцијски дописници у иностранству су били дужни да сарађују са својим колегама из Централног пресбироа Председништва Министарског савета. Агенцијски дописници су били за телеграфисање новинарских вести, а дописници Централног пресбироа за писмено извештавање владе. Агенцијски дописници су могли да замењују своје колеге приликом њихових годишњих одмора, боловања или премештаја на нове послове.
На седници владе од 6. маја 1930. године, расправљано је и питање стварних расхода и уочених малверзација са новцем који је из државног буџета издвајан за субвенционисање агенцијског рада. Нови уговор је потписан 31. маја, којим се Агенција Авала обавезала да саобрази свој рад са државним интересима. Правилником о организацији рада Агенције „Авалаˮ А. Д. устројено је седам организационих јединица: Административни одсек, Одсек за унутрашњу службу, Одсек за спољну службу, Одсек за берзанску службу, Извештајни одсек, Француски билтен и Огласно одељење.
У јануару 1935. године обављене су организационе промене у којима су образовани спољни, унутрашњи и берзански одсек и огласно одељење. Године 1936. набављена је радио-телеграфска пријемна станица са у то време најсавременијим апаратима. Набавком савремене опреме, пријем иностраног сервиса повећан је са 2.400 речи дневно у 1933. години на више од 40.000 речи дневно у 1936. години. Вести су радио-уређајима редовно отпремане свим новинским агенцијама на Балкану и у средњој Европи. Њима је 1936. године у просеку отпремано 500 речи дневно, а домаћим корисницима од 2.800 речи у 1936. години до 7.700 речи дневно у 1937. години. Јануара 1937, одлучено је да се повуку сви дописници из иностранства, изузев из балканских држава. Почетком 1938. године, остао је само дописник у Тирани. Централни пресбиро је увео праксу, исте године, да извештаје својих дописника у иностранству шаље преко Агенције Авала. Агенција Авала је почела да прима и сервис совјетског ТАСС-а од 1940. године.
Авала је имала више од 500 претплатника у земљи: 23 дневна листа, радио-станице, пословне фирме, банке и разне установе. Инострани сервис превођен је на седам језика - француски, немачки, енглески, италијански, шпански, руски и бугарски. Најзначајнији билтен био је онај на француском језику за стране дипломате, а посебно за трговинске представнике. Од 1936. године излазио је три пута дневно на 18 страна, с посебним потпуним прегледом привредне стања у земљи.
Немачки окупатор ликвидирао је Авалу 6. јуна 1941. године, а њене просторије, технику и део персонала припојио је својој агенцији ДНБ (Deutsches Nachrichtenbüro). Последњи главни уредник и директор Авале били су Петар Бешевић и Гавра Великић.